# انریکو کنفاری
انریکو کنفاری (انگلیسی: Enrico Canfari؛ ۱۶ آوریل ۱۸۷۷ – ۲۲ اکتبر ۱۹۱۵) یک بازیکن فوتبال، و داور فوتبال اهل ایتالیا بود.
از باشگاه‌هایی که در آن بازی کرده‌است می‌توان به یوونتوس و آ.ث. میلان اشاره کرد.

## دوران ورزشی
کانفاری در جنوا متولد شد. پدرش صاحب یک مغازه دوچرخه فروشی در تورین بود. او در سال ۱۸۹۷ به همراه برادر کوچک‌ترش عضوی از گروه ۱۳ نفره‌ای بودند که باشگاه یوونتوس را تأسیس کردند. کانفاری از سال ۱۹۰۰–۱۹۰۳ با یوونتوس در مسابقات قهرمانی فوتبال ایتالیا حضور داشت. بعد از آن به دلیل رابطهٔ نزدیکی که باشگاه آث میلان داشت در سال ۱۹۰۳ به این باشگاه پیوست.